# Castello di Vinchimberch
Il castello di Vinchimberch (in sloveno grad Vinchimberch) si trova in Slovenia nel comune di Erpelle-Cosina, nei pressi del villaggio di Becca (Beka) sopra la val Rosandra.

## Storia
Il castello venne costruito sulla sommità di un colle posto alla confluenza tra la Rosandra ed il torrente Grisa (Grižnik), in posizione elevata seppur distante da abitati maggiori o particolari vie di comunicazione. Il modello della costruzione è il castello di Carsperch, sede del casato che realizzò la presente opera e, come il suo modello, è caratterizzato da un ampio fossato semicircolare scavato artificialmente ancora ben visibile e da una alta torre che dominava alcuni edifici di servizio.
Il castello è l'unica struttura fortificata della val Rosandra di cui conosciamo l'esatta data di fondazione. Il 25 maggio 1249 il vescovo di Trieste Ulrico autorizzò Almerico figlio di Ravino di Charsperch a costruire un castello in località Dinga (riferibile alla località Pod Lorenzon sopra Botazzo presso Becca). L'operazione fu diretta dal conte di Gorizia con lo scopo preciso di creare una base operativa nell'area ma in un luogo appartato.
Nel corso dei decenni le notizie che riguardano il castello sono scarse in quanto non coinvolto in avvenimenti bellici perché non strategicamente importante. D'altro canto però i Vinchimberch iniziano ad espandersi sul territorio acquisendo tra l'altro beni a Caresana, Prebeneg e San Servolo, con l'obbiettivo di creare una piccola signoria.
Nel 1342 il castello entra ufficialmente a far parte dei beni dei conti di Gorizia. Questi nel 1361 autorizzano i veneziani alla costruzione di una nuova strada commerciale, passante per Clanzo (Klanec). Tale itinerario fu realizzato con il preciso intento di evitare le stazioni doganali triestine. Questi motivi, sommati alle tendenze espansionistiche triestine sul territorio costituirono le premesse per procedere alla eliminazione di quella che per la città era una scomoda presenza. Il pretesto fu dato dall'atto stipulato nel 1249 in cui si precisava che il castello non doveva mai essere utilizzato a danno del vescovo o del Comune di Trieste. Alla fine del mese di maggio del 1361 il castello fu preso e distrutto, in quanto il Comune non poteva vantare diritti sulla struttura.